# Cactus Jack Records
Cactus Jack Records — лейбл звукозаписи, основанный американским рэпером и певцом Трэвисом Скоттом. Клиентами лейбла являются такие артисты как Sheck Wes, Don Toliver, SoFaygo и другие. В состав лейбла также входит собственное издательское агентство Cactus Jack Publishing.

## История
В марте 2017 года Трэвис Скотт объявил, что собирается запустить свой собственный лейбл под названием Cactus Jack Records. Во время интервью Скотт сказал: «Я делаю это не для того, чтобы иметь финансовый контроль над своей музыкой. В первую очередь я хочу помочь другим артистам, открыть новые имена, предоставить возможности. Я хочу сделать для них то, что произошло со мной, только лучше». В сентябре 2017 года Smokepurpp подписал контракт с лейблом, однако покинул его в 2019 году. 21 декабря хип-хоп дуэт Huncho Jack (состоящий из Скотта и Quavo из хип-хоп трио Migos) выпустил свой дебютный альбом Huncho Jack, Jack Huncho на этом лейбле. Альбом занял 3 место в чарте Billboard 200.
В феврале 2018 года лейбл подписал контракт с Sheck Wes в рамках совместной сделки с Interscope Records и лейблом Канье Уэста GOOD Music. 10 марта Wes анонсировал свой дебютный студийный альбом под названием Mudboy, который вышел 5 октября. 3 августа Скотт выпустил свой третий студийный альбом Astroworld. Позже в том же месяце на лейбл был подписан Don Toliver, который появился на треке «Can’t Say» с альбома Astroworld. Astroworld занял первое место в чарте Billboard 200, а Mudboy достиг 17-го места.
29 ноября 2019 года Скотт анонсировал первый сборник лейбла под названием JackBoys, который вышел 27 декабря.
13 марта 2020 года Toliver выпустил свой дебютный студийный альбом под названием Heaven or Hell на этом лейбле, в поддержку которого было выпущено три сингла: «No Idea», «Can’t Feel My Legs» и «Had Enough». Альбом занял 7 место в чарте Billboard 200. 24 апреля Скотт и Кид Кади выпустили песню под названием «The Scotts» в составе дуэта с таким же названием. 21 июля канадский звукозаписывающий продюсер и давний соратник Скотта WondaGurl подписала контракт с издательским подразделением Cactus Jack Publishing и Sony/ATV Music Publishing, одновременно подписывая контракт на издание по всему миру через свой собственный звукозаписывающий лейбл и издательскую компанию Wonderchild Music.
В феврале 2021 года SoFaygo подписал контракт с Cactus Jack Records, примерно в то же время его хитовая песня «Knock Knock» начала набирать обороты. С тех пор он работал над своим предстоящим дебютным студийным альбомом под названием Pink Heartz, который в итоге был выпущен 11 ноября 2022 года.
24 июня 2021 года Скотт объявил о сотрудничестве между Cactus Jack и модным брендом Dior, коллекция мужской одежды которого была представлена на следующий день в прямом эфире, где также были показаны фрагменты предстоящего четвёртого студийного альбома Скотта Utopia.
В конце сентября 2021 года Toliver и Chase B объявили, что в октябре они выпустят свои сольные проекты под названиями Life of a Don и Escapism соответственно. Впоследствии 8 числа того же месяца Toliver выпустил альбом Life of a Don. Диск занял второе место в чарте Billboard 200.
17 октября 2022 года SoFaygo объявил дату выхода своего дебютного студийного альбома Pink Heartz на 11 ноября, а также выпустил 4 сингла с альбома.

## Артисты лейбла

### Нынешние
| Артисты      | Год подписания | Релизов на лейбле | Примечания                       |
| ------------ | -------------- | ----------------- | -------------------------------- |
| Трэвис Скотт | 2017           | 4                 | Основатель, совместно с Epic     |
| Sheck Wes    | 2018           | 1                 | Совместно с Interscope и GOOD    |
| Don Toliver  | 2018           | 3                 | Совместно с Atlantic и We Run It |
| SoFaygo      | 2021           | 3                 | -                                |

### Бывшие
| Артисты      | Годы подписания | Релизов на лейбле | Примечания                                                |
| ------------ | --------------- | ----------------- | --------------------------------------------------------- |
| Smokepurpp   | 2017—2019       | 0                 | Покинул по неизвестным причинам                           |
| Малу Тревехо | 2021            | 0                 | Покинула проект через 3 недели после подписания контракта |

### Штатные продюсеры
| Артист                           | Годы подписания               | Релизов на лейбле             | Примечания                      |
| В составе Cactus Jack Records    | В составе Cactus Jack Records | В составе Cactus Jack Records | В составе Cactus Jack Records   |
| -------------------------------- | ----------------------------- | ----------------------------- | ------------------------------- |
| Chase B                          | 2017-наст. время              | 0                             | Совместно с Columbia            |
| В составе Cactus Jack Publishing |                               |                               |                                 |
| WondaGurl                        | 2020-наст. время              | 0                             | Совместно Sony Music Publishing |

## Дискография
Лейбл официально выпустил семь студийных альбомов и один сборник.

### Студийные альбомы
| Год  | Детали альбома | Детали                                                               |
| ---- | --- | -------------------------------------------------------------------- |
| 2017 | Huncho Jack — Huncho Jack, Jack Huncho - Выпущен: 21 декабря 2017 - Лейбл: Cactus Jack, Grand Hustle, Quality Control, Epic, Motown, Capitol - Форматы: CD, LP, стриминг | - Позиции в чартах: 3 место в США                                    |
| 2018 | Трэвис Скотт — Astroworld - Выпущен: 3 августа 2018 - Лейбл: Cactus Jack, Grand Hustle, Epic - Форматы: CD, LP, стриминг                                                 | - Позиции в чартах: 1 место в США - Сертификация RIAA: 4× платиновый |
| 2018 | Sheck Wes — Mudboy - Выпущен: 5 октября 2018 - Лейбл: Cactus Jack, Interscope, GOOD - Форматы: цифровое скачивание, стриминг                                             | - Позиции в чартах: 17 место в США - Сертификация RIAA: золотой      |
| 2020 | Don Toliver — Heaven or Hell - Выпущен: 13 марта 2020 - Лейбл: Cactus Jack, Atlantic - Форматы: CD, LP, цифровое скачивание, стриминг                                    | - Позиции в чартах: 7 место в США - Сертификация RIAA: золотой       |
| 2021 | Don Toliver — Life of a Don - Выпущен: 8 октября 2021 - Лейбл: Cactus Jack, Atlantic - Форматы: CD, LP, цифровое скачивание, стриминг                                    | - Позиции в чартах: 2 место в США                                    |
| 2022 | SoFaygo — Pink Heartz - Выпущен: 11 ноября 2022 - Лейбл: Cactus Jack - Форматы: стриминг                                                                                 |                                                                      |
| 2023 | Don Toliver — Love Sick - Выпущен: 24 февраля 2023 - Лейбл: Cactus Jack, Atlantic - Форматы: CD, LP, цифровое скачивание, стриминг                                       | - Позиции в чартах: 8 место в США                                    |
| 2023 | SoFaygo — Go+ - Выпущен: 14 июня 2023 - Форматы: Цифровое скачивание, стриминг                                                                                           |                                                                      |
| 2023 | Трэвис Скотт — Utopia - Выпущен: 28 июля 2023 - Лейбл: Cactus Jack, Epic Records - Форматы: CD, LP, цифровое скачивание, стриминг                                        | - Позиции в чартах: 1 место в США                                    |
| TBA  | Sheck Wes — Hell 2 Paradise - Запланирован на: Будет объявлено позже - Лейбл: Cactus Jack, Interscope, GOOD - Форматы: Будет объявлено позже                             |                                                                      |

### Сборники
| Год  | Детали альбома | Сертификации      |
| ---- | --- | ----------------- |
| 2019 | JackBoys (совместно с Трэвисом Скоттом) — JackBoys - Выпущен: 27 декабря 2019 - Лейбл: Cactus Jack, Epic - Форматы: CD, LP, кассета, цифровое скачивание, стриминг | - BPI: серебряный |

### Другие песни, попавшие в чарты
| Название                                                             | Год  | Высшие позиции в чартах | Высшие позиции в чартах | Высшие позиции в чартах | Высшие позиции в чартах | Высшие позиции в чартах | Сертификации       | Альбом   |
| Название                                                             | Год  | US                      | US R&B/HH               | AUS                     | CAN                     | UK                      | Сертификации       | Альбом   |
| -------------------------------------------------------------------- | ---- | ----------------------- | ----------------------- | ----------------------- | ----------------------- | ----------------------- | ------------------ | -------- |
| «Gang Gang» (совместно с Sheck Wes)                                  | 2020 | 48                      | 22                      | 63                      | 40                      | 52                      | - RIAA: серебряный | JackBoys |
| «Out West» (совместно с Трэвисом Скоттом при участии Янг Тага)       | 2020 | 38                      | 15                      | 79                      | 29                      | —                       | - BPI: серебряный  | JackBoys |
| «What to Do?» (совместно с Трэвисом Скоттом при участии Don Toliver) | 2020 | 56                      | 26                      | 86                      | 38                      | 57                      |                    | JackBoys |
| «Gatti» (совместно с Pop Smoke и Трэвисом Скоттом)                   | 2020 | 69                      | 33                      | —                       | 61                      | 59                      | - BPI: серебряный  | JackBoys |